# DSPL
DSPL war ein französischer Hersteller von Automobilen.

## Unternehmensgeschichte
Das Unternehmen Comte Pierre d'Hespel des ehemaligen Rennfahrers Pierre d'Hespel aus Pérenchies begann 1910 mit der Produktion von Automobilen. Der Markenname lautete DSPL. 1914 endete die Produktion.

## Fahrzeuge
1910 entstand ein Rennwagen mit Vierzylindermotor. Ab 1912 wurden die sportlichen Vierzylindermodelle 12/14 CV mit 2120 cm³ Hubraum und 15 CV mit 2815 cm³ Hubraum angeboten.